# Alejandro Osorio (Radsportler)
Alejandro Osorio Carvajal (* 28. Mai 1998 in El Carmen de Viboral) ist ein kolumbianischer Radrennfahrer.
Er ist der jüngere Bruder von Frank Osorio, der ebenfalls als Radrennfahrer aktiv ist.

## Sportlicher Werdegang
Alejandro Osorio ist der jüngerer Bruder des Rennfahrers Frank Osorio. Da letzterer in Kolumbien den Beinamen El Caballo („das Pferd“) trug, erhielt Alejandro den Spitznamen El Pony. Mit dem kolumbianischen Kontinentalteam GW-Shimano nahm er 2018 an Rennen in Europa teil und konnte sich einen Namen als Bergfahrer machen. In der U23-Ausgabe des Giro d’Italia, dem Giro Ciclistico d’Italia, gewann er eine Etappe und führte drei Tage lang das Gesamtklassement an; in der Tour de l’Avenir holte er die Bergwertung.
Um weiter in Europa zu fahren, wechselte er 2019 zu Nippo-Vini Fantini-Faizanè und im Jahr darauf zu Caja Rural-Seguros RGA. Für 2022 schaffte er mit der Verpflichtung durch Bahrain Victorious den Sprung in ein UCI WorldTeam. Allerdings wurde er nach nur drei Monaten wieder entlassen, was vom Team mit wiederholten Verstößen gegen die Corona-Maßregeln begründet wurde. Er konnte für den Rest der Saison bei der kolumbianischen Mannschaft EPM-Scott unterkommen und im Folgefahr beim Kontinentalteam GW Shimano Sidermec (nicht identisch mit seinem früheren GW-Shimano-Team).
Mit seinen neuen Teams erzielte er einige Siege im kolumbianischen Rennkalender. Anfang 2024 hatte er seine bislang erfolgreichste Periode, als er in kurzer Zeit nicht nur die Landesmeisterschaft im Straßenrennen, sondern auch je eine Etappe der Vuelta al Táchira respektive der Tour Colombia gewann.
Osorio fuhr das U23-Rennen der Straßenradsport-Weltmeisterschaften 2018. Ansonsten kam er bislang nicht zu Einsätzen in der Nationalmannschaft.

## Erfolge
2018
eine Etappe Giro Ciclistico d’Italia
Bergwertung Tour de l’Avenir
2021
Bergwertung Settimana Internazionale Coppi e Bartali
2024
 Kolumbianischer Meister – Straßenrennen
eine Etappe und Punktewertung Vuelta al Táchira
eine Etappe Tour Colombia
2025
- eine Etappe Vuelta a Colombia